# Rhamdia laukidi
Rhamdia laukidi är en fiskart som beskrevs av Bleeker, 1858. Rhamdia laukidi ingår i släktet Rhamdia och familjen Heptapteridae. Inga underarter finns listade i Catalogue of Life.